# Foxacos (La Coruña)
Foxacos es un lugar de la parroquia del Araño, municipio de Rianjo, en la comarca del Barbanza,  provincia de La Coruña, Galicia, España.
- Datos: Q20547917